# Royal Blood

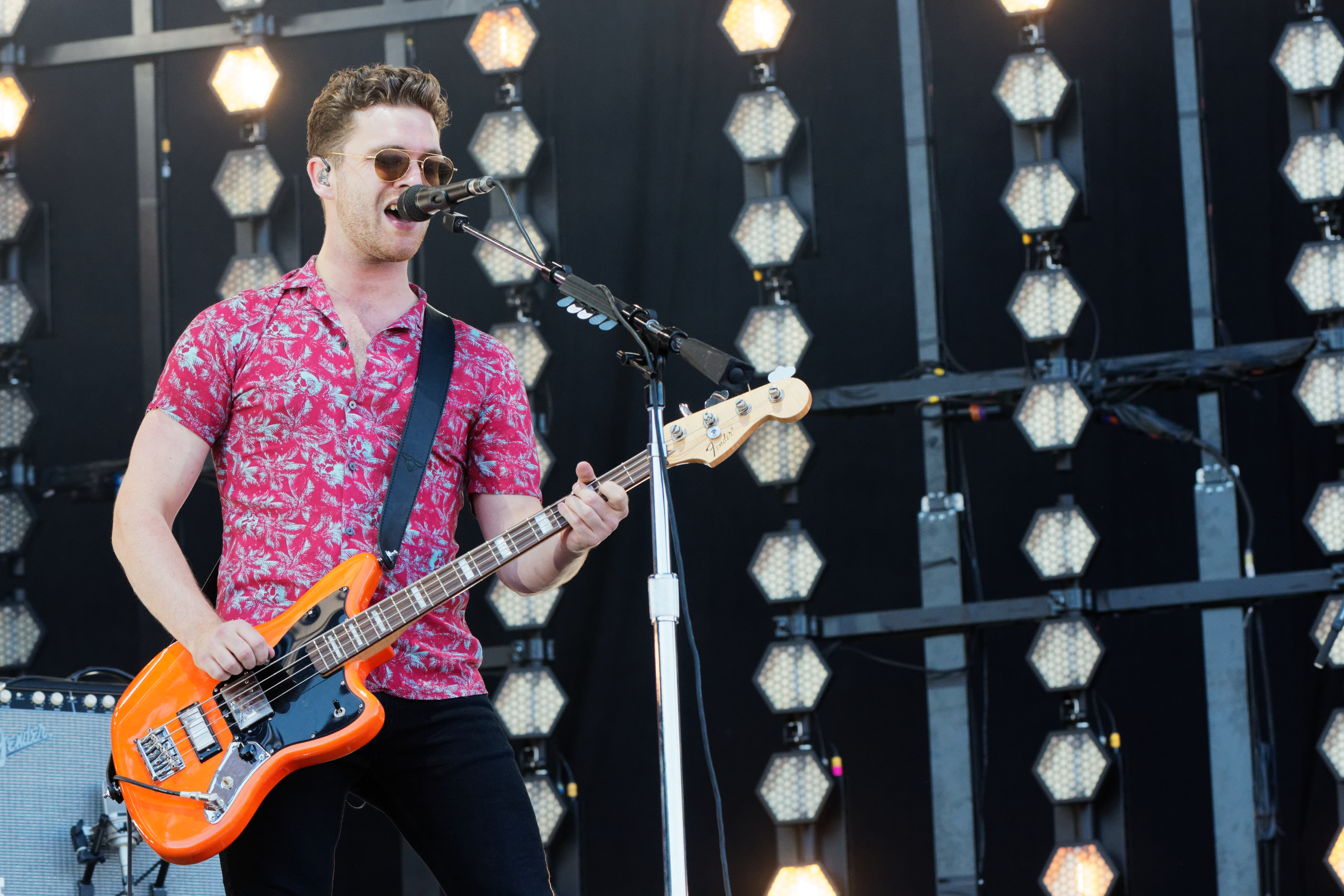
Wokalista zespołu Mike Kerr

Royal Blood – brytyjski duet rockowy pochodzący z Brighton założony w 2011 roku. Brzmienie zespołu przypomina klasyczny rock garażowy i blues rock.

## Historia
Zespół został założony w Worthing w 2011 roku przez basistę i wokalistę Mike'a Kerra oraz perkusistę Bena Thatchera. Latem 2013 Matt Helders, perkusista zespołu Arctic Monkeys, wystąpił w koszulce z logo zespołu (jeszcze przed wydaniem ich pierwszego singla) podczas koncertu na Glastonbury Festival w czerwcu. 11 listopada 2013 duet wydał swój debiutancki singiel Out of the Black, zawierający stronę B Come On Over.
W listopadzie 2013 ogłoszono, że Royal Blood będzie supportował zespół Arctic Monkeys podczas dwóch występów w Finsbury Park w maju 2014. W grudniu 2013 Royal Blood dostał nominację do BBC Sound of 2014.
11 lutego 2014 Royal Blood wydał swój drugi singiel Little Monster a 11 marca minialbum zawierający utwory: Out of the Black, Little Monster, Come On Over oraz Hole. 
25 sierpnia 2014 został wydany ich debiutancki album Royal Blood.
W marcu 2020 roku zespół ogłosił, że trwa nagrywanie trzeciego studyjnego albumu, jednak prace nad wydawnictwem zostały opóźnione z powodu pandemii koronawirusa. 24 września 2020 roku zespół wydał singiel Trouble's Coming, który zwiastował nadchodzący album zatytułowany Typhoons. Singiel ten znalazł się na soundtracku do gry FIFA 21.
1 września 2023 zespół Royal Blood wydał swój 4 album o nazwie Back to the Water Below zawierający utwory: Mountains At Midnight, Shiner In The Dark, Pull Me Through, The Firing Line, Tell Me When It's Too Late, Triggers, How Many More Times, High Waters, There Goes My Cool, oraz Waves.

## Dyskografia

### Albumy
| Tytuł                   | Dane dot. albumu                                         | Pozycja na liście | Pozycja na liście | Pozycja na liście | Pozycja na liście | Pozycja na liście | Certyfikat            |
| Tytuł                   | Dane dot. albumu                                         | UK                | AUS               | NLD               | USA               | FRA               | Certyfikat            |
| ----------------------- | -------------------------------------------------------- | ----------------- | ----------------- | ----------------- | ----------------- | ----------------- | --------------------- |
| Royal Blood             | - Data: 25 sierpnia 2014 - Wydawca: Warner Bros. Records | 1                 | 3                 | 13                | 17                | 42                | - UK: platynowa płyta |
| How Did We Get So Dark? | - Data: 16 czerwca 2017 - Wydawca: Warner Bros. Records  | 1                 | 13                |                   | 25                | 37                |                       |
| Typhoons                | - Data: 30 kwietnia 2021 - Wydawca: Warner Bros. Records |                   |                   |                   |                   |                   |                       |

### Minialbumy
| Tytuł            | Dane dot. albumu                                      |
| ---------------- | ----------------------------------------------------- |
| Out of the Black | - Data: 11 marca 2014 - Wydawca: Warner Bros. Records |

## Nagrody i wyróżnienia
| Rok  | Kategoria             | Tytułem     | Nagroda         | Nota | Źródło |
| ---- | --------------------- | ----------- | --------------- | ---- | ------ |
| 2015 | Best British Newcomer | Royal Blood | Kerrang! Awards | Laur | [ 10 ] |